# Сотрино
Сотрино — посёлок в Свердловской области России, административно подчинённый городу Серову. Входит в Серовский муниципальный округ.
Ранее посёлок входил в состав Первомайского сельсовета Серовского района.

## Географическое положение
Посёлок Сотрино расположен в 43 километрах (по автодорогам в 66 километрах) к востоко-юго-востоку от города Серова, на правом берегу реки Сотрина (левый приток Сосьвы). Через Сотрино пролегает ветка Серов — Алапаевск Свердловской железной дороги. В посёлке расположена железнодорожная станция Сотрино. Рядом с Сотрином расположен более крупный посёлок Красноглинный.

## Население
| 2002 | 2010 |
| ---- | ---- |
| 92   | ↘80  |